# سيزاري تريبانسكي
سيزاري تريبانسكي (بالبولندية: Cezary Trybański) مواليد 22 سبتمبر 1979 في وارسو، هو لاعب كرة سلة بولندي. بدأ مسيرته الاحترافية في سنة 1997. يلعب مع فريق ليغيا وارسو في الدوري البولندي لكرة السلة كلاعب وسط. يحمل الرقم 15. يبلغ طوله 7 قدم 2 بوصة (2.2 م).

## المسيرة الاحترافية
لعب مع ليغيا وارسو في موسم 1997–1998، ثم لعب مع زنيتشج بروشكوف من سنة 1999 إلى 2002، ثم لعب مع ميمفيس غريزليس في موسم 2002–2003، ثم لعب مع فينيكس صنز في موسم 2003–2004، ثم لعب مع نيويورك نيكس في سنة 2004.

## روابط خارجية
- سيزاري تريبانسكي على موقع الاتحاد الدولي لكرة السلة (الإنجليزية)
- سيزاري تريبانسكي على موقع إن بي أي (الإنجليزية)
- سيزاري تريبانسكي على موقع سبورتس رفرنس (الإنجليزية)
- سيزاري تريبانسكي على موقع كرة السلة الأوروبية.كوم (الإنجليزية)
- سيزاري تريبانسكي على موقع ريلجم (الإنجليزية)
- سيزاري تريبانسكي على موقع بروبوليرز (الإنجليزية)
- سيزاري تريبانسكي على موقع سبورتس رفرنس (الإنجليزية)